# Janis Donins
Janis Donins (Unión Soviética, 20 de abril de 1946) fue un atleta soviético especializado en la prueba de lanzamiento de jabalina, en la que consiguió ser subcampeón europeo en 1971.

## Carrera deportiva
En el Campeonato Europeo de Atletismo de 1971 ganó la medalla de plata en el lanzamiento de jabalina, llegando hasta los 85.30 metros, siendo superado por el también soviético Jānis Lūsis (oro con 90.68 m) y por delante del alemán Wolfgang Hanisch (bronce con 84.22 m).